# Zdeslav starší ze Šternberka
Zdeslav starší ze Šternberka († před 1323) byl český šlechtic, který pocházel z moravské větve rodu Šternberků. 

## Život
Jeho otcem byl Albrecht starší ze Šternberka, zakladatel moravské odnože Šternberků, jeho bratrem Albrecht mladší ze Šternberka. 
Zdeslav se poprvé uvádí roku 1281. Se svým bratrem vystupuje roku 1295 a poté roku 1297 jako svědek na listině Protivy z Doubravice. Roku 1317 držel Zdeslav biskupské léno Medlice. Zdeslav vykonával důležité úřady, roku 1305 byl olomouckým komorníkem a roku 1308 moravským komorníkem. V roce 1317 držel biskupské léno Pravčice a někdy po roce 1300 získal do zástavy královský hrad Lukov. Po roce 1318 získal do zástavy další královský hrad Uherský Ostroh a držel majetky kolem Veselí nad Moravou. 
V září roku 1316 odjel se synem Štěpánem ze Šternberka do Uher za svým příbuzným Matúšem Čákem Trenčanským. Roku 1320 měl Zdeslav rozpory s velehradskými cisterciáky. Tento spor urovnávaly vyšší církevní instance a 6. ledna 1322 a poté 27. května téhož roku byly sepsány mezi stranami sporu dohody o urovnání. Na této listině naposledy vystupuje Zdeslav starší, ale také jeho syn Zdeslav mladší. Podle Paprockého jeden zemřel roku 1323 a druhý 1324.
Zdeslav starší byl ženatý s Markétou, která byla příbuzná Matúše Čáka Trenčanského, buď jeho sestra nebo teta. S ní měl toto potomstvo:
- Zdeslav mladší - nejstarší syn, který se uvádí pouze roku 1322
- Anežka - jeptiška v klášteře sv. Kláry v Olomouci (1332)
- Eliška -  jeptiška v klášteře sv. Kláry v Olomouci (1332)
- Štěpán ze Šternberka - zakladatel šternberské větve
- Jaroslav ze Šternberka a Hoštejna - zakladatel hoštejnské a zábřežské větve
- Albrecht ze Šternberka na Úsově a Bzenci - zakladatel světlovské a zlínské větve
- Matouš ze Šternberka - zakladatel lukovské a holešovské větve